# Ja, vi elsker dette landet
Ja, vi elsker dette landet (in italiano: "Sì, noi amiamo questo Paese") è l'inno nazionale della Norvegia.

## Storia
Le parole sono state scritte da Bjørnstjerne Bjørnson (1832-1910), premio Nobel e maggior letterato norvegese nel 1870, e la musica da Rikard Nordraak (1842-1866) nel 1864. 
Dopo il duro dominio danese iniziato nel 1397, la Norvegia passò sotto il più blando dominio svedese nel 1814. Durante l'Ottocento vi fu una rinascita della letteratura e delle arti norvegesi, con l'aspirazione all'indipendenza. Rikard Nordraak fu in pratica il primo vero compositore norvegese, anche se visse troppo poco per poter lasciare un segno duraturo, sarà poi Edvard Grieg a creare la musica nazionale. Tuttavia Nordraak compose nel 1863 una serie di cori norvegesi a sole voci maschili; il primo di questi cori, per la sua nobile e austera melodia, venne scelto dal parlamento norvegese l'anno dopo come inno della Norvegia, anche se sempre sotto il dominio svedese; in tale occasione venne scelta pure la bandiera nazionale. La Svezia non fece opposizioni. Così pacificamente si arrivò all'anno 1905, quando la Svezia concesse democraticamente l'indipendenza alla Norvegia. In tale occasione i due simboli, bandiera ed inno, sino allora di uso locale, assursero alla dignità di simboli nazionali.

## Testo
| Originale norvegese | Traduzione italiana | Note |
| --- | --- | ---- |
| Ja, vi elsker dette landet, som det stiger frem, furet, værbitt over vannet, med de tusen hjem. Elsker, elsker det og tenker på vår far og mor og den saganatt som senker drømmer på vår jord.           | Sì, amiamo questo Paese, mentre emerge, (furet), tempestato sull'acqua, con le mille case. Ama, amalo e pensa ai nostri padre e madre è quella notte leggendaria quale affonda sogni nella nostra terra.                                                                |      |
| Dette landet Harald berget med sin kjemperad, dette landet Håkon verget medens Øyvind kvad; Olav på det landet malte korset med sitt blod, fra dets høye Sverre talte Roma midt imot.                    | Questa terra che Harald difese con il suo plotone, questa terra che Håkon custodì mentre Øyvind cantava; Olav in quella terra dipinse la croce con il suo sangue, dalle sue alture Sverre parlò a viso aperto contro Roma.                                              |      |
| Bønder sine økser brynte hvor en hær dro frem, Tordenskiold langs kysten lynte, så det lystes hjem. Kvinner selv stod opp og strede som de vare menn; andre kunne bare grede, men de kom igjen!          | I contadini affilarono le loro asce dove un esercito penetrò, Scudo di tuono sì sentì lungo la costa, così si sentì cas. Le donne stesse si alzarono e combatterono come i loro uomini; altri avrebbero potuto solo piangere, ma tornarono!                             |      |
| Visstnok var vi ikke mange, men vi strakk dog til, da vi prøvdes noen gange, og det stod på spill; ti vi heller landet brente enn det kom til fall; husker bare hva som hendte ned på Fredrikshald!      | Palesemente non fummo tanti, ma ci allungammo, quando a volte venimmo messi alla prova, e sembrò un gioco; perché bruciammo la terra piuttosto che giungere ad una sconfitta; ricorda solo cosa successe giù a Fredrikshald!                                            |      |
| Hårde tider har vi døyet, ble til sist forstøtt; men i verste nød blåøyet frihet ble oss født. Det gav faderkraft å bære hungersnød og krig, det gav døden selv sin ære - og det gav forlik.             | Tempi duri abbiamo sofferto, infine li abbiamo sconfitti; ma nel peggiore dei casi la libertà dagli occhi azzurri è nata per noi. Questo diede la paternità per sopportare carestia e guerra, questo diede alla morte il suo onore e diede riconciliazione.             |      |
| Fienden sitt våpen kastet, opp visiret for, vi med undren mot ham hastet, ti han var vår bror. Drevne frem på stand av skammen gikk vi søderpå; nu vi står tre brødre sammen, og skal sådan stå!         | Il nemico lanciò la sua arma, per cui "su la visiera!", noi con stupore ci precipitammo da lui, perché fu nostro fratello. Spinto avanti sul carro della vergogna andammo a sud; ora siamo tre fratelli insieme e così dovrebbe rimanere!                               |      |
| Norske mann i hus og hytte, takk din store Gud! Landet ville han beskytte, skjønt det mørkt så ut. Alt hva fedrene har kjempet, mødrene har grett, har den Herre stille lempet så vi vant vår rett.      | Uomo norvegese in casa e chalet, grazie grande Dio! Il Paese volle proteggere, anche se fuori sembrava buio. Tutto quello per cui i padri hanno combattuto, per cui le madri hanno (grett), il Signore ha tranquillamente appacificato così vincemmo il nostro diritto. |      |
| Ja, vi elsker dette landet, som det stiger frem, furet, værbitt over vannet, med de tusen hjem. Og som fedres kamp har hevet det av nød til seir, også vi, når det blir krevet, for dets fred slår leir. | Sì, amiamo questo Paese, mentre emerge, (furet), tempestato sull'acqua, con le mille case. E come la lotta dei padri l'ha portata dal bisogno alla vittoria, anche noi, quando richiesto, lottiamo per il suo stato di pace.                                            |      |